# Infraestructura de medición avanzada
Infraestructura de medición avanzada (IMA) (inglés: Advanced Metering Infrastructure o AMI) se refiere a los sistemas que miden, recolectan y analizan el uso de la energía, e interactúan con dispositivos como los medidores inteligentes de electricidad, de gas, o de agua. Dichos sistemas están en capacidad de gestionar toda la información recolectada y tomar decisiones, para ello  la infraestructura (que usualmente es de propiedad de las empresas de servicios) incluye el hardware, software, equipos de comunicaciones, pantallas con información de consumo para los usuarios, etc.
IMA se diferencia de los sistemas de lectura automática de medidores (inglés: Automatic Meter Reading o AMR) , en que permite la comunicación bidireccional entre medidor y el centro de control de la empresa. También se habla de sistema IMA cuando se cuenta con una red de medidores inteligentes. Los sistemas que sólo son capaces de tomar lecturas de los medidores no se considen sistemas IMA.
La red inteligente en conjunción con la medición avanzada o inteligente, abren paso a nuevas posibilidades que los sistemas convencionales de distribución no están preparados para soportar: generación distribuida, control de carga, mediciones remotas, detección de fraude, vehículos híbridos eléctricos  y otras, que significan beneficios para las empresas de servicios públicos y para los usuarios, y que dado su potencial para modificar los hábitos de consumo y para detectar fallas y pérdidas, pueden redundar en un mejor uso de la energía eléctrica, teniendo por ello un sinnúmero de implicaciones económicas y ambientales.

## Temas relacionados
- Energías renovables
- Generación distribuida
- Medidor inteligente
- Red inteligente
- Vehículo híbrido eléctrico
- Vehículo híbrido eléctrico enchufable

- Datos: Q10749567